# Château de la Brûlerie
Le château de la Brûlerie est un ancien château français situé à Douchy, dans le département du Loiret en région Centre.
Le château est volontairement détruit par son dernier propriétaire, Alain Delon, au début des années 1970.

## Géographie
À son édification, le château est situé dans le domaine de la Brûlerie, sur le territoire de la commune de Douchy, à proximité de la route départementale numéro 35, dans la région naturelle du Gâtinais.

## Histoire

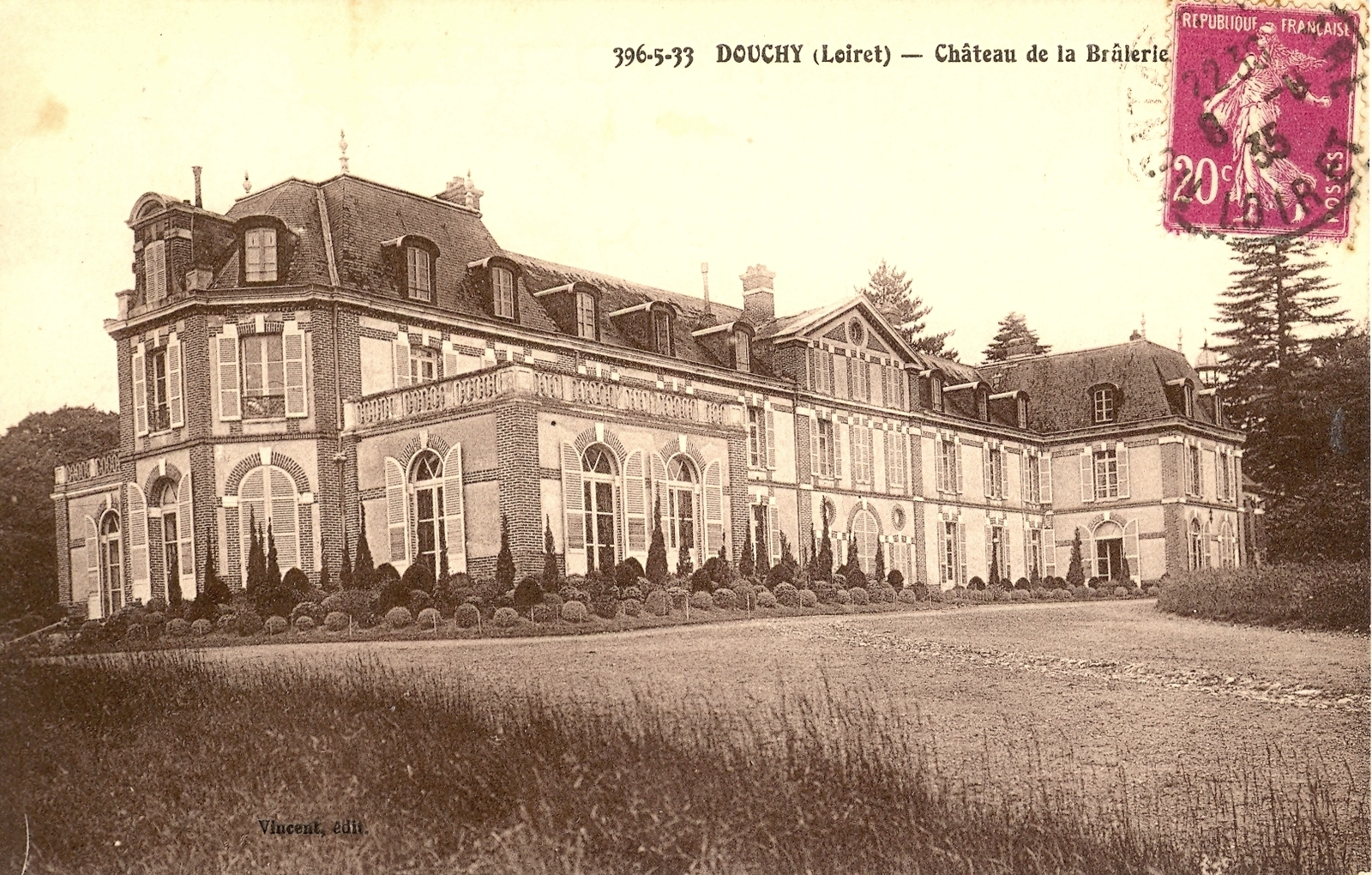
Le château.

Après son départ de Vaucouleurs, Jeanne d'Arc passe la nuit du 27 au 28 février 1429 dans un ancien château situé sur le domaine de la Brûlerie.
En 1609 est baptisé à Douchy, Henry, fils de Louys de Goullard, sieur de la Geffardière et de la Brûlerie.
En 1728, Charles Joseph de Goulard, chevalier, seigneur de la Geffardière, vend le château et autres domaines à Pierre Alexis Dubois, chevalier, vicomte d'Anisy, seigneur de Pinon et autres lieux, conseiller du roi en ses conseils, président en sa cour de parlement et en la première chambre des requêtes du palais au parlement de Paris. Le château reste dans la famille, au gré des héritages, jusqu'à Louise-Amélie Dubois de Courval, laquelle en hérite en 1788, lors de la liquidation de succession de son père. Elle y donne naissance à deux de ses enfants, de son premier mariage avec Jules-Gabriel Poillloue de Saint-Mars, lui-même fils de Jacques-Auguste de Poilloüe de Saint-Mars. En 1808, elle vend le château à Auguste Jean-Gabriel de Caulaincourt, officier français de la Révolution française et du Premier Empire qui meurt quatre ans plus tard en 1812.
Le régisseur du domaine Barthélémy Legendre est abattu d'un coup de fusil par un braconnier, dans le parc du château le 24 janvier 1885
Le comte de Neverlée, maire de Douchy, meurt dans son château, en novembre 1891. Il était marié le 17 janvier 1878 à Nicole d'Audiffret-Pasquier, née le 27 février 1858 au Château-de-Sassy, Saint-Christophe-le-Jajolet, décédée en 1937.
Le salon d'honneur et ses peintures, restaurées en 1920, sont inscrits à l'inventaire des monuments historiques, le 10 décembre 1948.
Au cours de la Seconde Guerre mondiale, le 8 juillet 1944, cinq bombes atteignent le parc du château.
Dans les années 1950, le Château est transformé en centre de vacances pour les enfants de la SNCF.
En 1971, l'acteur français Alain Delon achète l'ensemble du domaine, fait démolir le château et ses dépendances proches, creuser un étang à la place et édifier sa nouvelle résidence dans le parc réaménagé. Il y meurt le 18 août 2024 et est inhumé dans une chapelle privée située sur le domaine le 24 août suivant.